# 遺書 (曲)
「遺書」(いしょ) は、日本のヴィジュアル系バンドであるR指定の楽曲。通算29枚目のシングルとして2019年12月25日に発売された。

## 概要
- 2019年の第3弾シングルで、R指定凍結(活動休止)発表後最初の作品にして、凍結前、最後の作品。前作「CLIMAX」から3ヶ月振りのリリースとなった。
- 26thシングル「EROGRO」以来、2作品振りに2曲収録となった。
- 初回限定盤と通常盤の2形態でリリースされ、初回限定盤には表題曲「遺書」のPVとメイキング映像が収録されたDVDが封入されている。

## 収録曲

### CD
1. 遺書
スローテンポなバラードナンバー。
PVのラストには、クレジット表記がなされており、一瞬ではあるが、R指定特別単独公演ツアー『フラッシュバック御礼暴行』のポスターが登場する。
2. -透明-

### 初回限定版DVD
1. 遺書 PV
2. 遺書 PV Making

| スタブアイコン | サブスタブ | この項目は、まだ閲覧者の調べものの参照としては役立たない、シングルに関連した書きかけの項目です。この項目を加筆・訂正などしてくださる協力者を求めています（P:音楽/PJ:楽曲）。 |